# Гура Окницеј (Дамбовица)
Гура Окницеј (рум. Gura Ocniței) насеље је у Румунији у округу Дамбовица у општини Гура Окницеј. Oпштина се налази на надморској висини од 258 m.

## Становништво
Према подацима из 2011. године у насељу је живело 3073 становника.